# شهدای سبعه

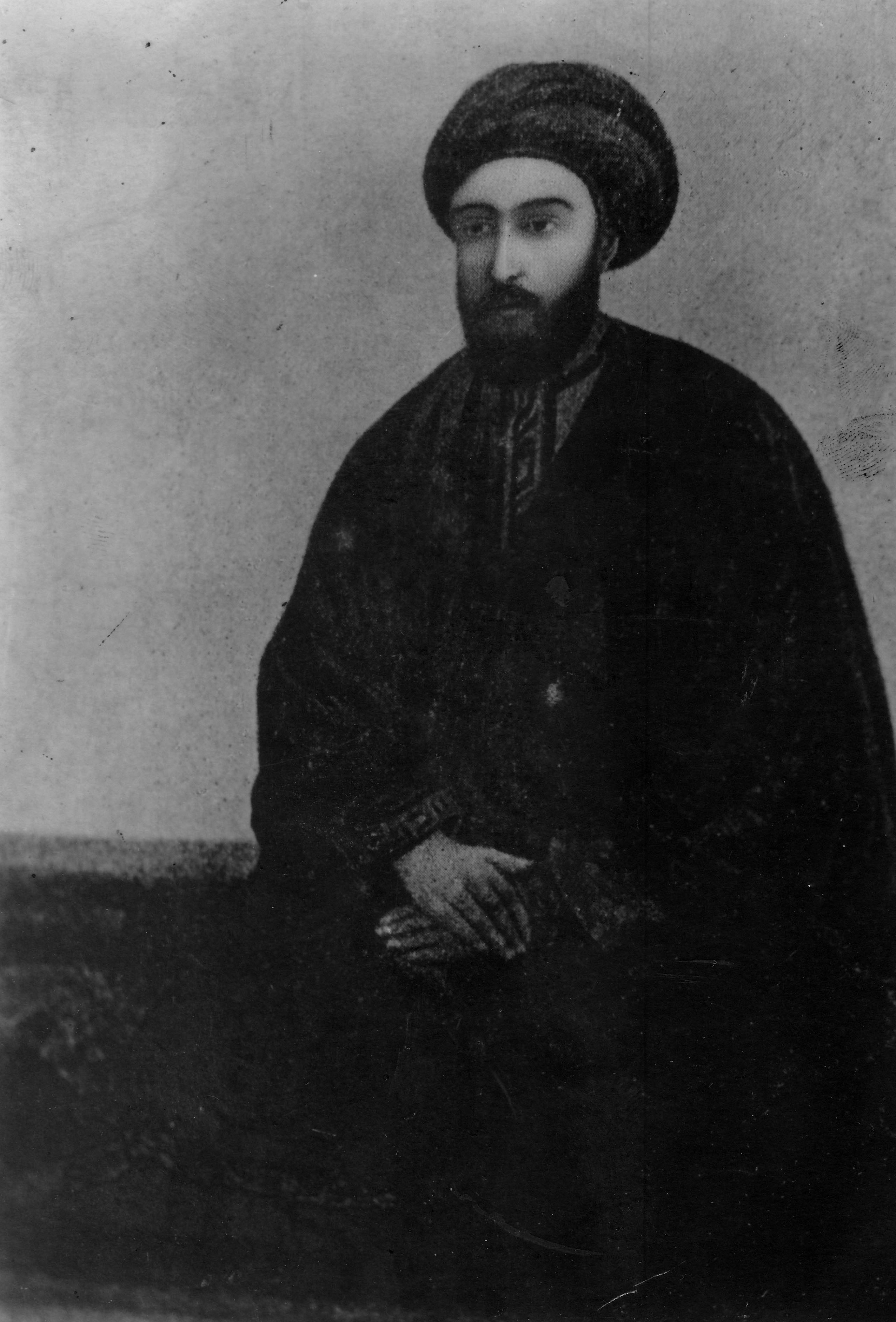
سید علی محمد شیرازی مشهور به باب

درست در روز کشته شدن باب قیام بابیان نیریز و چندین هفته بعد از قیام بابیان زنجان به شکست منجر شد. در بین این دو رویداد، حادثه کشته شدن هفت تن از بابیان اتفاق افتاد که به عقیده آگوست استنسترندز بدون هیچ اثباتی متهم بر طرح نقشه علیه نخست‌وزیر، میرزا تقی خان بودند.

## حوادث
پس از واقعه قلعه شیخ طبرسی، برای صدور حکم اعدام تنها اعتقاد به باب کفایت می‌کرد. «شهدای سبعه تهران» نمونه‌ای شناخته شده در این زمینه است: هفت نفر از بابی‌های برجسته تهران شامل سه تاجر، دو روحانی، یک درویش برجسته و یک مقام حکومتی در فوریه ۱۸۵۰ به جرم اعتقاد به باب در ملاء عام اعدام شدند. این هفت تن همه مردانی از رده‌های بالای اجتماعی بودند که به راحتی می‌توانستند با انکار ایمان خود به باب جان بدر برند. آنان اما کشته شدن را بر انکار ایمان ترجیح دادند.
ادوارد براون می‌نویسد: آنطور که ما از دفتر خاطرات یک بانوی انگلیسی که همسرش سمت مهمی در سفارت بریتانیا را داشت فهمیدیم وفاداری آنان، همدردی و دلسوزی همگان را برانگیخت و در بین هم کیشان خود لقب " شهدای سبعه " را دریافت کردند. در بین آن‌ها حاج سید علی، عموی سید علی محمد باب که بعد از فوت پدرش تحت سرپرستی او بود نیز کشته شد.
حاج سید علی در آخرین لحظات در حالیکه زیر تیغ جلاد به زانو نشسته بود پیشنهاد عفو دریافت کرد به شرط آنکه با انکار ایمانش موافقت کند. او بدون تردید این پیشنهاد را رد کرد.